# Quando o Galo Cantar Pela Terceira Vez Renegarás Tua Mãe
Quando o Galo Cantar Pela Terceira Vez Renegarás Tua Mãe é um filme brasileiro de 2017, do gênero drama, escrito e dirigido por Aaron Salles Torres.

## Sinopse
Inácio (Fernando Alves Pinto), um esquizofrênico funcional, trabalha como porteiro em um prédio localizado na Zona Sul da cidade do Rio de Janeiro. Ele passa a ser o principal contribuinte na renda da casa depois que seu pai, Guilherme (Tião Ribas D'Avila), adoece e é afastado do trabalho de zelador. A convivência em sua casa torna-se insustentável pela convivência com a mãe, Zaira (Catarina Abdalla), e a situação piora quando Inácio desenvolve uma obsessão por um dos moradores do prédio.

## Elenco
| Ator/Atriz           | Personagem        |
| -------------------- | ----------------- |
| Fernando Alves Pinto | Inácio            |
| Catarina Abdalla     | Zaira             |
| Ney Matogrosso       | Inácio            |
| Tião Ribas D'Avila   | Guilherme         |
| Lucas Malvacini      | Antônio           |
| Marcelo Mello        | Jânio             |
| Karine Teles         | Alice             |
| Silvana Stein        | Neide             |
| Alice Morena         | Namorada          |
| Thiago Ristow        | Porteiro          |
| Robson Santos        | Porteiro da Noite |
| Silvio Guindane      | Voz adicional     |

## Recepção
Rodrigo Torres, do site AdoroCinema escreve: "Aaron Salles Torres realiza uma ótima estreia em longas-metragens. Sua primeira boa decisão no filme Quando o Galo Cantar Pela Terceira Vez Renegarás Tua Mãe é fugir de um clichê do cinema nacional autoral, independente, que tende a filiar tais situações dramáticas à crítica social — o que não é exatamente um problema. Porém, ao associar a premissa descrita acima ao cinema de gênero, ao suspense, o jovem diretor e roteirista propõe algo diferente. A realização cinematográfica em si é o outro ponto positivo. A concepção narrativa de Quando o Galo Cantar Pela Terceira Vez Renegarás Tua Mãe é tão peculiar quanto o seu título. Na primeira cena, a câmera surge rente ao chão, sobre um saco de lixo. Em seguida, um plano detalhe de Zaira chupando manga antecipa as ações repulsivas da personagem (aspecto que surge questionável no âmbito da concepção da mãe até redimi-la, já no fim). O foco na tela multidividida das câmeras de vigilância, e o espelho que subdivide a tela, e o desfoque pontual, sublinham a confusão da mente de Inácio. Também na escolha de ângulos radicais e na fotografia anti-natural de tom esverdeado (transmutando para o vermelho e outras cores sempre com adequação), toda a composição visual do longa-metragem discursa a estranheza de sua trama". O filme ganha 3,5 de 5 estrelas (bom). O site complementa: "Quando o galo cantar pela terceira vez renegarás tua mãe é uma frase de Clarice Lispector, presente no conto "Feliz Aniversário", sobre a convenção social que ata laços familiares puídos de afeto. Sua inspiração é a Bíblia; mais especificamente, a história em que Pedro trai Jesus. Aaron Salles Torres trata esses temas sem moderação, o que torna a trama previsível. Mas isso não configura um grande problema, haja vista os métodos do cineasta, a forma do filme, sua capacidade de envolver o espectador rumo ao desfecho esperado. Outro elemento que atenua a surpresa pela resolução do enredo é o modo como a psicose de Inácio e sua relação doentia com a mãe ecoa — veja só — o clássico Psicose, de Alfred Hitchcock. O que não é falha alguma, e, sim, uma bela referência."
De acordo com Melissa Correa, do Quadro Por Quadro: "Interações entre os membros de uma família por si só normalmente são bastante complicadas, pois em um mesmo ambiente reunimos pessoas diferentes que estão ali reunidas por laços que nem sempre são criados de mútuo acordo. E as tensões podem aumentar quando os envolvidos não se aceitam, têm problemas psicológicos ou sofreram uma perda recente. Bem-vindo à família de Quando o Galo Cantar Pela Terceira Vez Renegarás Tua Mãe e sua loucura básica do dia a dia, incluindo um galo (ou seria uma galinha?) que mora no balcão da pia da cozinha. [...] O filme é tenso. Muito tenso. Primeiro, todos estão sempre gritando, jogando coisas pelas paredes e batendo portas. Depois, a câmera não ajuda muito a relaxar, pois a maior parte do filme acontece em closes claustrofóbicos e ângulos desconfortáveis. Tudo parece ganhar outra dimensão, mais exagerada, mais dramática, mais tensa. E isso tudo se deve ao personagem que nos guia nessa trama, Inácio. E o filme é genial por nos levar nesta viagem pelo universo de Inácio através de seu ponto de vista. Claro que tudo fica bem mais parcial, e como em Dom Casmurro vamos acusar Capitu por apenas ter a visão de Bentinho. E podemos ter uma grande decepção ao final. Mas a viagem incerta vai valer a pena pela maestria da narrativa".
Ygor Pires, do Cinema com Rapadura, pontua: "Dentro do componente dramático, a atuação de Fernando Alves Pinto contribui muito para o sentimento desolador da narrativa. O ator sabe apresentar nuances ao protagonista sem que seja necessário pontuar tudo didaticamente no roteiro, principalmente através do trabalho corporal: o tom de voz enrolado quando nervoso, os movimentos repetitivos quando desnorteado, os dedos contraídos em momentos de fúria e as reações destemperadas durante as brigas. Não é somente nas cenas em que discute com a mãe que ele evidencia as camadas do sujeito, afinal as sequências em que sua homossexualidade reprimida aparece o tornam um personagem ainda mais trágico. [...] O valor dramático da obra também se amplia com o trabalho de Catarina Abdalla. A personagem atravessa um percurso de humanização para mostrar como não se trata apenas de uma figura intolerável e agressiva, que poderia resumida em sua repulsiva cena inicial (é esse o inesperado efeito quando ela come uma manga) – durante esse arco, a atriz assume constantemente uma postura confrontadora a princípio sem razão, até ganhar nuances quando se entende seus ressentimentos e dores. Na virada do segundo para o terceiro ato, podemos sentir empatia por ela ainda que discordemos de muitas de suas atitudes".
O crítico Fabrício Duque, do site Vertentes do Cinema diz que a atriz Catarina Abdalla "está irretocável encenando com impecável maestria, uma cruel, sádica, malvada, reclamona, mesquinha, realista, sem esperança e expectativas, rabugenta, preconceituosa e intragável matriarca, que insulta e espalha sua frustração em seus próximos, nutrindo mais amor e carinho por uma 'galinha – bicho de estimação' que por eles. Não é um galo. A 'galinha' da mãe é traz todos de volta à realidade das contas a pagar. 'Vamos conviver em paz', diz o filho".
Marcelo Müller, do Papo de Cinema, descreve o filme como superficial: "Não faltam elementos a serem trabalhados, mérito do esmero do realizador para criar ambientes que ressoem as inquietudes. Todavia, também é flagrante a frouxidão das amarras, a superficialidade de determinados registros, a inépcia para nos manter verdadeiramente em suspense."
Raíssa Rossi, do Almanaque Virtual, discorda de Müller: "A história vai crescendo e se tornando cada vez mais claustrofóbica tanto para os personagens quanto para o público, que não sabe de que lado ficar e de quem é a culpa por toda aquela situação-limite, já que Inácio e Zaira, tomados por uma aura de infelicidade, amargura e solidão, sofrem de falta de empatia mútua com os sentimentos um do outro nessa complicada convivência diária. Catarina Abdalla e Fernando Alves Pinto interpretam mãe e filho de forma visceral com uma química incrível em cena. O final com uma virada surpreendente insere de vez 'Quando o Galo Cantar Pela Terceira Vez Renegarás Tua Mãe' na ótima seara brasileira de filmes gênero que vem surgindo nos últimos anos".
O Globo nota que "Aaron Salles Torres apresenta um filme sobre o olhar — em especial, o de Inácio, esquizofrênico, em relação ao mundo que o cerca. A determinação em priorizar a percepção dele pode ser detectada, ao longo da projeção, por meio da valorização de imagens embaçadas e vozes distorcidas. Essa perspectiva justifica a virada da trama ao final, mas o recurso enfraquece a dramaturgia e reduz o interesse em torno de um personagem promissor como Inácio, confrontado com a indiferença e a falta de amor".
Da Folha de S.Paulo, Lúcia Monteiro faz uma interpretação marxista: "Some-se a isso a visita de assistente e psicóloga despreparadas e a hiper-vigiância de condomínios de classe média, convidando àquilo que, na obra, aparece como voyeurismo de classe. [...] Se a intenção era contribuir para minimizar a incompreensão sofrida por doentes mentais e homossexuais, a realização ajuda pouco: falta complexidade aos personagens, encerrados em visões estereotipadas sem possibilidade de transformação."
Em entrevista ao Papo de Cinema, Salles Torres explica que essa é justamente parte da crítica que o filme constrói: "Por que você acaba não abordando diretamente a condição mental do personagem? 'Essa foi uma questão sobre a qual debatemos muito ao longo da preparação. Os personagens estão tão à margem, ignorados, que eles próprios não entendem que ele [Inácio] tem uma doença mental. O pai, de certa maneira, colocava-o em modo funcional. Nunca o identificaram como esquizofrênico, o que é bastante comum na realidade. Além disso, existe muito machismo nessa relação com a doença, mesmo hoje em dia. Em vários lugares se diz que motivo da esquizofrenia é a frieza materna. Pesquisei casos de doença e esse machismo existe de fato, a começar pela conduta do Estado. Aliás, no filme, a assistente social e a psicóloga representam esse impulso machista do Estado, pois elas prestam atenção na Zaira, colocando a culpa nela, sem atentar ao distúrbio óbvio do Inácio. Para elas, a culpa é da mulher. Elas erram a mão completamente e dá no que dá'."
Michel Toronaga do "Cine61, Cinema Fora do Comum" ovaciona o trabalho: "Em pouco mais de 1h10 de duração, o filme traz alguns momentos agoniantes e chama a atenção pelo expressivo trabalho de direção de arte e fotografia, que é marcada por cores fortes. A falta de foco e a estranheza de algumas cenas permite entender um pouco como é o mundo pelos olhos de Inácio, personagem que claramente precisa de ajuda psiquiátrica. Catarina Abdalla e Fernando Alves Pinto estão assombrosamente fantásticos, com interpretações que trazem a força que seus papéis pedem. Nesta estreia promissora de Aaron Salles Torres, o resultado é um denso, sufocante e amargo filme." Dá ao trabalho 4, de 5 estrelas. 
A Heloisa Tolipan, Catarina Abdalla relatou que: “Tenho uma responsabilidade e um orgulho muito grande de poder falar sobre estas pessoas. Estes excluídos estão em volta da gente e contabilizam um maior número de indivíduos. Mesmo assim, é uma classe que a sociedade e o estado não enxergam. Ao mesmo tempo, são fortes e, mesmo enfrentando o preconceito, conseguem levar a vida”.
O Almanaque da Cultura conta que: "O thriller psicológico é inspirado em personagens reais, vizinhos de prédio do diretor. 'Escutei aquelas discussões do meu apartamento. Por isso demorei três anos para escrever o roteiro, foi muito difícil me distanciar daquilo', conta Aaron. O longa trata de temas delicados, como esquizofrenia, violência contra a mulher, aceitação de um filho gay e o despreparo do estado em assistir pessoas como essas. 'Eu também quis falar sobre os marginalizados, seres invisíveis e ao mesmo tempo tão reais e presentes em nossa sociedade', completa o cineasta. Tema da obra, a canção 'Perigos Razões' é interpretada por Ney Matogrosso, que se transforma no personagem Inácio. A letra foi composta por Aaron Salles Torres, dando voz ao personagem de Fernando Alves Pinto, que pela primeira vez consegue se expressar".
Da Veja, Miguel Barbieri Jr escreve: "Ótimos em seus papéis, Fernando Alves Pinto e Catarina Abdalla são parentes no drama Quando o Galo Cantar Pela Terceira Vez Renegarás Tua Mãe. Com produção modesta, o diretor estreante Aaron Salles Torres faz milagre com pouco".
Rogério Carvalho do Papo de Cinemateca vai além: "É inevitável, logo no título, não perceber a relação com a passagem bíblica da Negação de Pedro, episódio no qual ele negou por três vezes, antes de cantar o galo, conhecer Jesus, descrito em todos os quatro Evangelhos do Novo Testamento. É bem possível que o roteirista e diretor estreante Aaron Salles Torres ([diretor] do programa 'Vai Que Cola' do Multishow), tenha tirado daí a referência para o nome e proposta de sua obra, mas logo no subir dos primeiros créditos descobrimos que o longa é livremente inspirado na frase de Clarice Lispector e 'nos vizinhos de fundo'. O suspense nos apresenta Inácio (Fernando Alves Pinto), um esquizofrênico funcional, que é porteiro no Ed São Pedro, na Zona Sul carioca, e sua mãe, Zaira (Catarina Abdalla). Inácio passa a ser o alicerce da família depois que seu pai, Guilherme (Tião Ribas D'Avila), adoece e precisa sair do emprego como zelador, sem conseguir sustentar a casa. A situação piora quando Inácio fica obcecado por um dos moradores, Antônio (Lucas Malvacini) e em seguida , por um incidente no meio da rua entre mãe e filho, fazendo com que a relação entre eles fique insustentável. A narrativa busca a metáfora a fim de exteriorizar a psicopatia que ronda os personagens. Suas loucuras, suas culpas e seus ressentimentos desencadeiam a agressividade intolerante das ações, reações e dos comportamentos perante a sociedade. Nós somos aprisionados no universo claustrofóbico, escuro, sombrio, 'fracassado' desse personagens que ora disfarçam, ora expõem até demais seus desejos mais obscuros: como as maldições de morte de Zaira para o marido moribundo ou ainda os desejos de Inácio, que vive pelos cantos observando e cheirando as cuecas do morador mais sexy do prédio. Catarina Abdalla e Fernando Alves Pintos estão impressionantes em cena, ouso dizer que ambos nunca haviam encarado papéis tão desafiadores. O longa de Salles Torres estreou em pouquíssimas salas, não teve com toda certeza grande público, e não vai bombar nas plataformas on demand. Uma pena! Poucas vezes veremos traços tão densos e sombrios com extrema identidade e originalidade dentro do cinema nacional.
Do Rota Cult, Luana Feliciano finaliza: "A esquizofrenia é uma doença psiquiátrica conhecida pelos sintomas de ouvir e ver coisas que, na verdade, não existem. O novo longa da Elo Company conta história de Inácio, um esquizofrênico funcional. Quando o Galo cantar pela terceira vez renegarás tua mãe é um filme de suspense brasileiro dirigido por Aaaron Salles Torres que desafia o público a escapar dos pensamentos invasivos do protagonista e indaga sobre o que é realidade ou imaginação do paciente. [...] O diretor Aaron Salles consegue construir em apenas uma hora e dez uma obra prima da cinematografia brasileira nos aspectos técnicos. O modo como a história é construída combina perfeitamente com a mente ensandecida do personagem, provocando no público a sensação de que está ele próprio enlouquecido e preso na família disfuncional. As reviravoltas do último ato não são impossíveis de prever, mas ainda garantem um elemento surpresa que somente enriquece a narrativa. Além disso, por ser um diretor novo, é interessante observar quais as 'pegadas' que ele deixa durante o longa e é perceptível que o uso da cor verde (que causa estranheza) e vermelha (provocando atenção aos detalhes) são de grande importância para a construção do todo. Outra sacada do diretor foi para se explicar o título, em que é preciso ir literalmente ao fato de que há um galo vivendo na cozinha do pequeno apartamento de Zaira e Inácio. Para demarcar estrategicamente os pontos de virada na trama, o galo canta e representa 'um novo começo' ao mesmo tempo que traz a proximidade do fim. Outro elemento destacável do longa é a atuação de Catarina Abdala, normalmente reconhecida pela sua espiritualidade nas comédias. Neste ela dá uma aula de drama e se entrega completamente ao papel da mãe cansada em sua função que se contradiz e enlouquece, mas pela dependência financeira e amor inconsciente ao filho, não se permite abandoná-lo. Fernando Alves Pinto também brilha no papel de esquizofrênico funcional e mostra que a preparação de um ator para o que interpretará é primordial para a retratação da realidade. Doenças psicológicas são de difícil tratamento e o processo é doloroso e complicado para todos. Quando o galo cantar faz um ótimo trabalho em retratar essa realidade. Apesar de não ir para circulação comercial, e assim permanecer nas sombras do cinema brasileiro, é o tipo de filme em que é possível se usar de exemplo para uma aula de técnicas cinematográficas. A história em si pode não vender como os clássicos de Hollywood ou as comédias brasileiras, mas certamente combina direção e roteiro com primazia".
Dois meses depois do lançamento, o NaTelinha relatou que: "Antes projetado para ser um curta, o longa 'Quando o galo cantar pela terceira vez renegarás tua mãe' foi selecionado para entrar no lineup on demand do Canal Brasil, no NOW, a partir de Fevereiro. [...] A canção ['Perigos Razões', cantada por Ney Matogrosso], inclusive, já tocou 1700 vezes no Spotify. 

## Prêmios
Devido a seu rápido lançamento no Cinema e no Canal Brasil, "Quando o Galo Cantar..." pouco participou do circuito de festivais. 
O filme foi selecionado para o "Festival Macabro, o Melhor do Cinema de Horror Brasileiro Contemporâneo"  e para o "Festival Internacional de Cinema da Fronteira"  . 
Fernando Alves Pinto e Catarina Abdalla também foram ambos vencedores - como melhor ator e melhor atriz - no 14º Festival de Cinema do Vale do Ivinhema.
O longa também participou da mostra "O Amor, a Morte e as Paixões" da Universidade Federal de Goiás.